# Kanaalbrug Minden
Kanaalbrug Minden is een kanaalbrug nabij de Duitse plaats Minden. De constructie bestaat uit twee parallelle bruggen die het Mittellandkanal over de Wezer heen laten gaan.

## Oude brug
De oudste brug van de twee werd na een bouwtijd van 33 maanden in 1914 opgeleverd. Het is 370 meter lang en is gemaakt van beton. Het water in de brug is 24 meter breed en drie meter diep. De bogen waarop het kanaal rust liggen 50 meter uit elkaar boven het zomerbed van de rivier en biedt de binnenvaart op de Wezer voldoende ruimte. De brug ligt grotendeels in het winterbed van de rivier en de bogen laten een vrije doorstroom toe bij hoog water. Tijdens de Tweede Wereldoorlog werd de brug zwaar beschadigd door terugtrekkende troepen en het duurde tot februari 1949 voor alles weer hersteld was. Deze oude brug wordt niet meer gebruikt nadat de nieuwe brug voor het scheepvaartverkeer werd geopend in 1998.

## Nieuwe brug
In 1993 begon men met het maken van plannen voor een nieuwe en bredere kanaalbrug. De nieuwe brug werd met 42 meter breder zodat schepen elkaar konden passeren. Verder nam de waterdiepte met een meter toe tot vier meter. De pijlers van de nieuwe brug staan gelijk met die van de oude om het water van de Wezer zo min mogelijk te hinderen. De brug is een combinatie van beton en staal. Na de oplevering in 1998 werd de toegang tot de oude kanaalbrug geblokkeerd.
De brug maakt deel uit van het "Wasserstraßenkreuz Minden".

## Verbindingskanalen
Om van het Mittellandkanal per schip naar de Wezer, of in omgekeerde richting, te varen zijn er tussen 1915 en 1919 twee verbindingskanalen aangelegd. Het waterniveau van de Wezer is ongeveer 13 meter lager dan dat van het Mittellandkanal, zodat er sluizen nodig zijn om het hoogteverschil te overwinnen.
Aan de noordkant van de brug en aan de westkant van de rivier is het 1,2 km lange VKN (Verbindungskanal Nord) gegraven met daarin een grote sluis. Daar deze voor zeer grote schepen ongeschikt was geworden, is in 2017 naast de oude sluis (die voorlopig voor het schutten van kleinere schepen in bedrijf blijft) een nieuwe Weserschleuse gebouwd.
Analoog is aan de zuidkant van de brug en oostelijk van de Wezer het 1,3 km lange VKS gegraven, het Verbindungskanal Süd. Hierin bevinden zich twee sluizen. Een zijarm van dit kanaal is de industriehaven van de stad Minden.

## Overige bouwwerken
Teneinde te voorkomen, dat door allerlei oorzaken het Mittellandkanal droogvalt, zijn in 1911-1914 twee grote pompinstallaties gebouwd, die water van elders het kanaal in pompen.
Aan de westkant van het VKN is dicht bij de nieuwe Weserschleuse een bezoekerscentrum met expositieruimtes gebouwd. Dit is geopend van april t/m oktober.

## Foto's

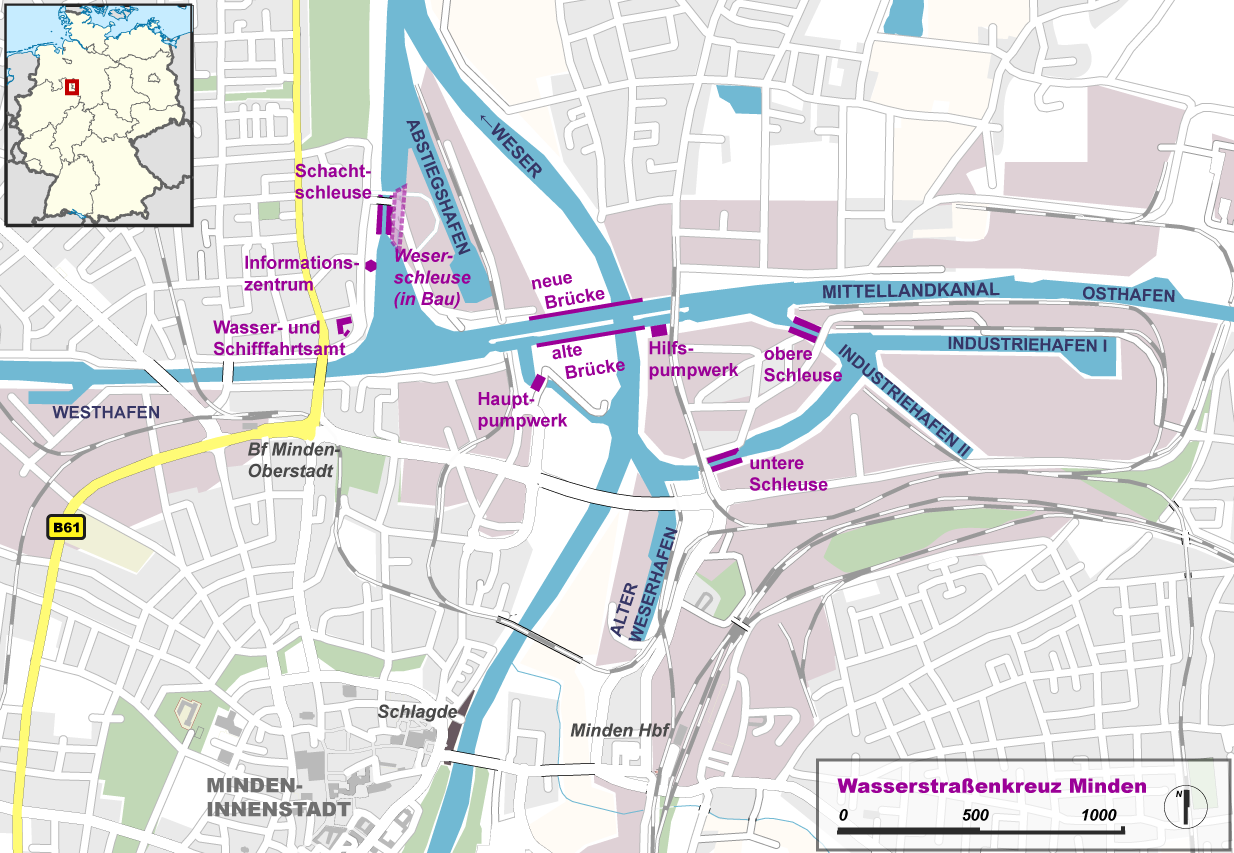
Detailkaart locatie; de Weserschleuse is in 2017 voltooid
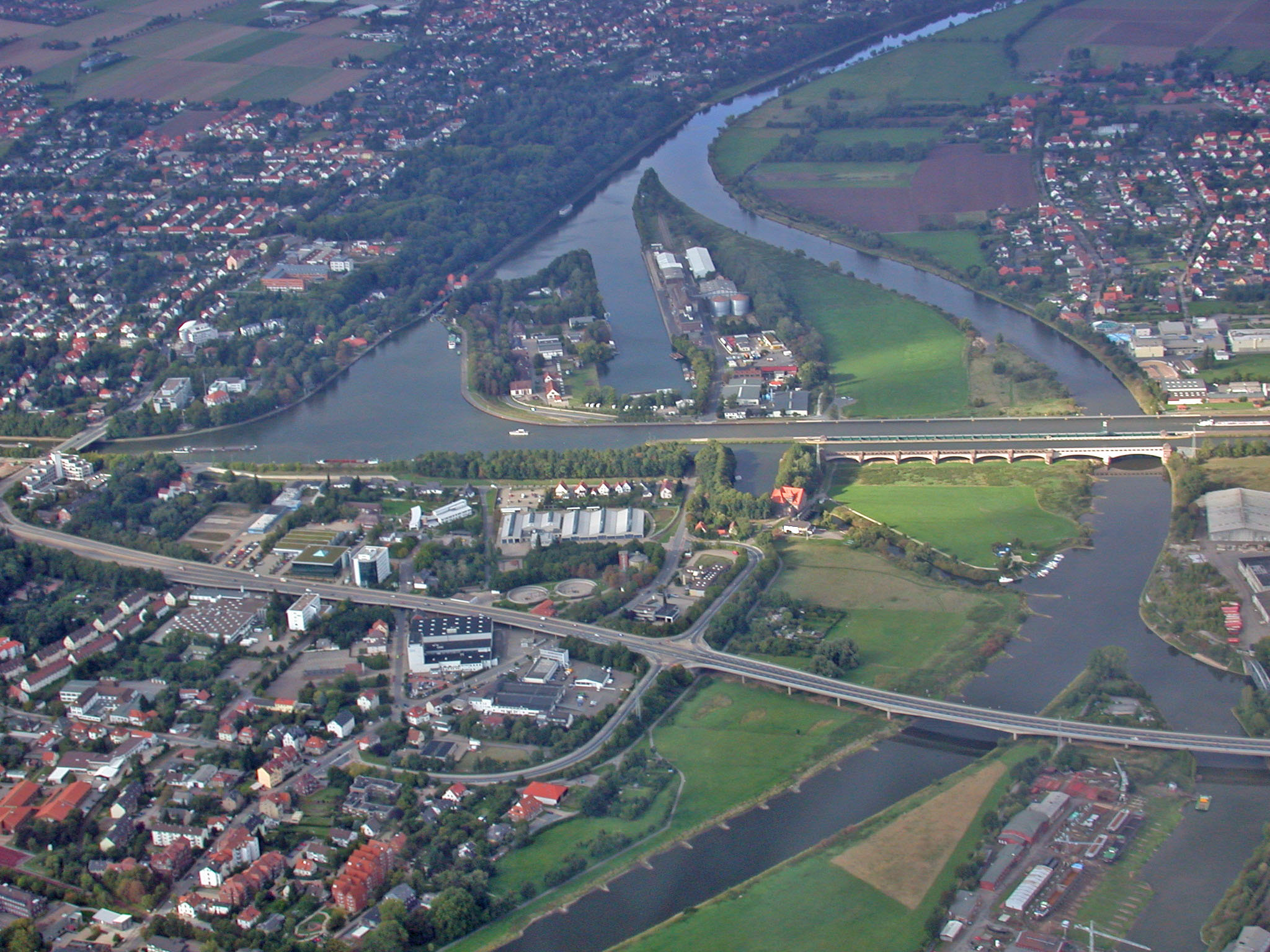
Luchtfoto van de kanaalbruggen en de directe omgeving
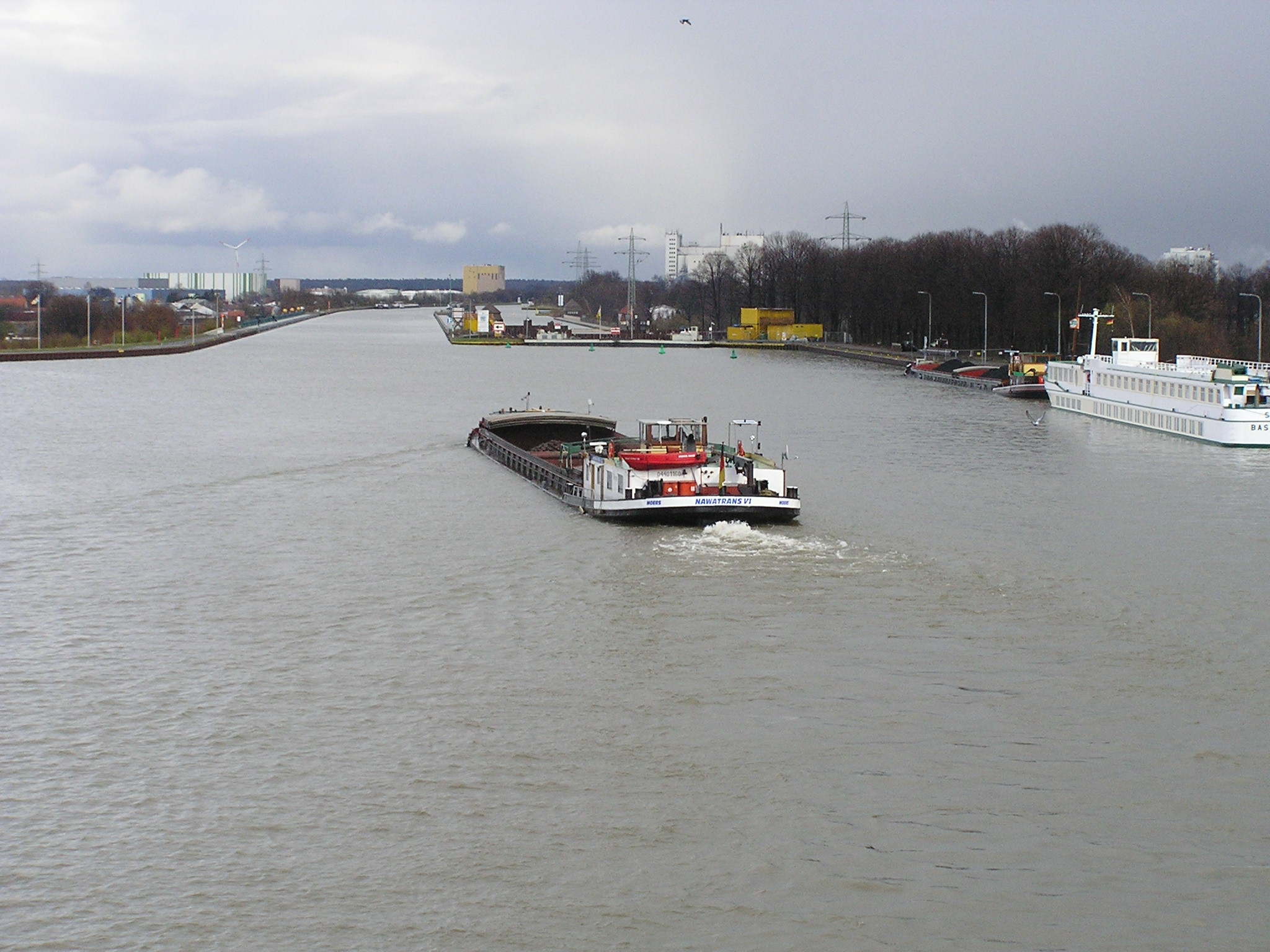
Zicht vanaf het water op de oude (rechts) en nieuwe kanaalbrug (links)
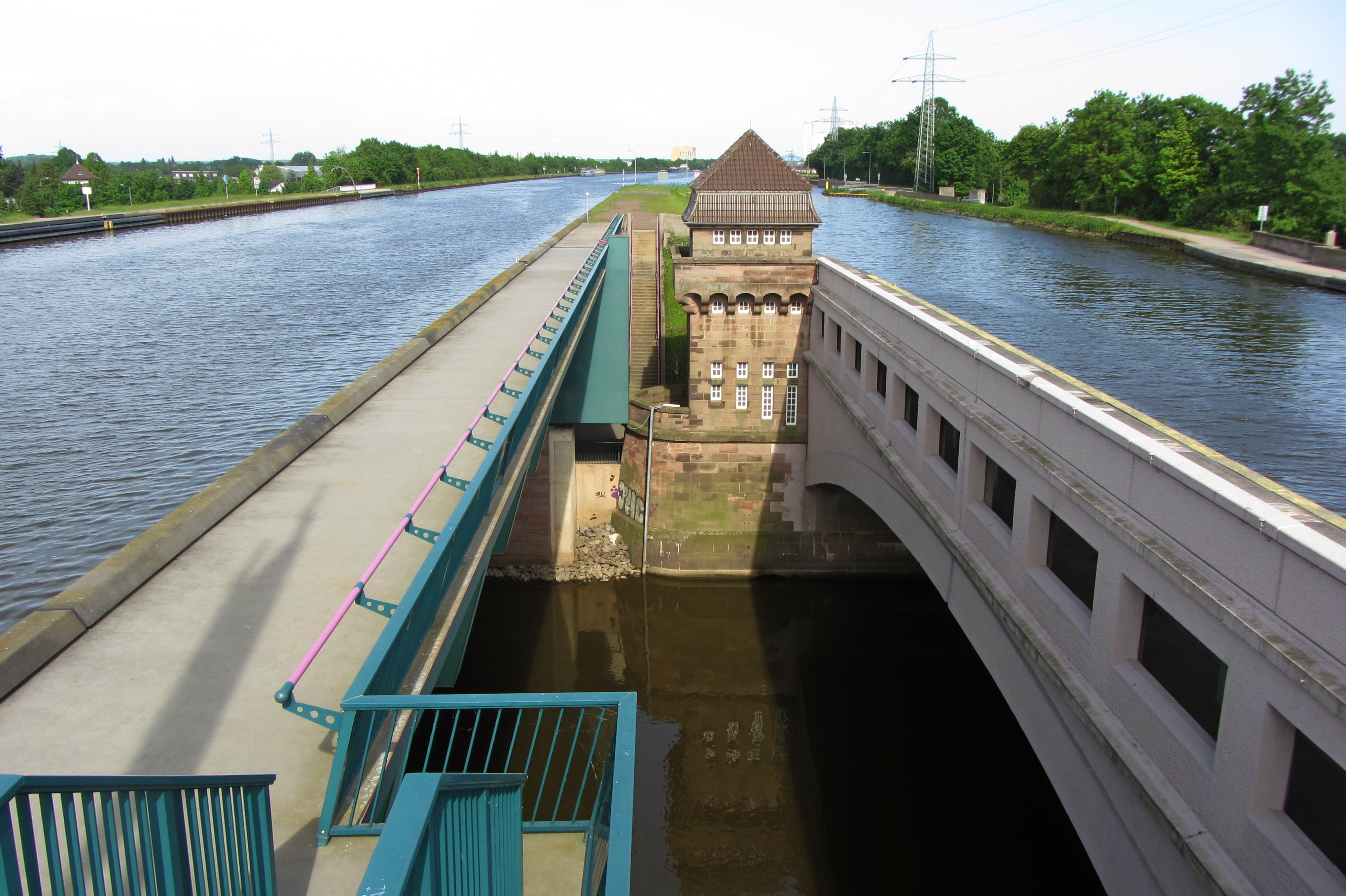
De ruimte tussen de twee bruggen
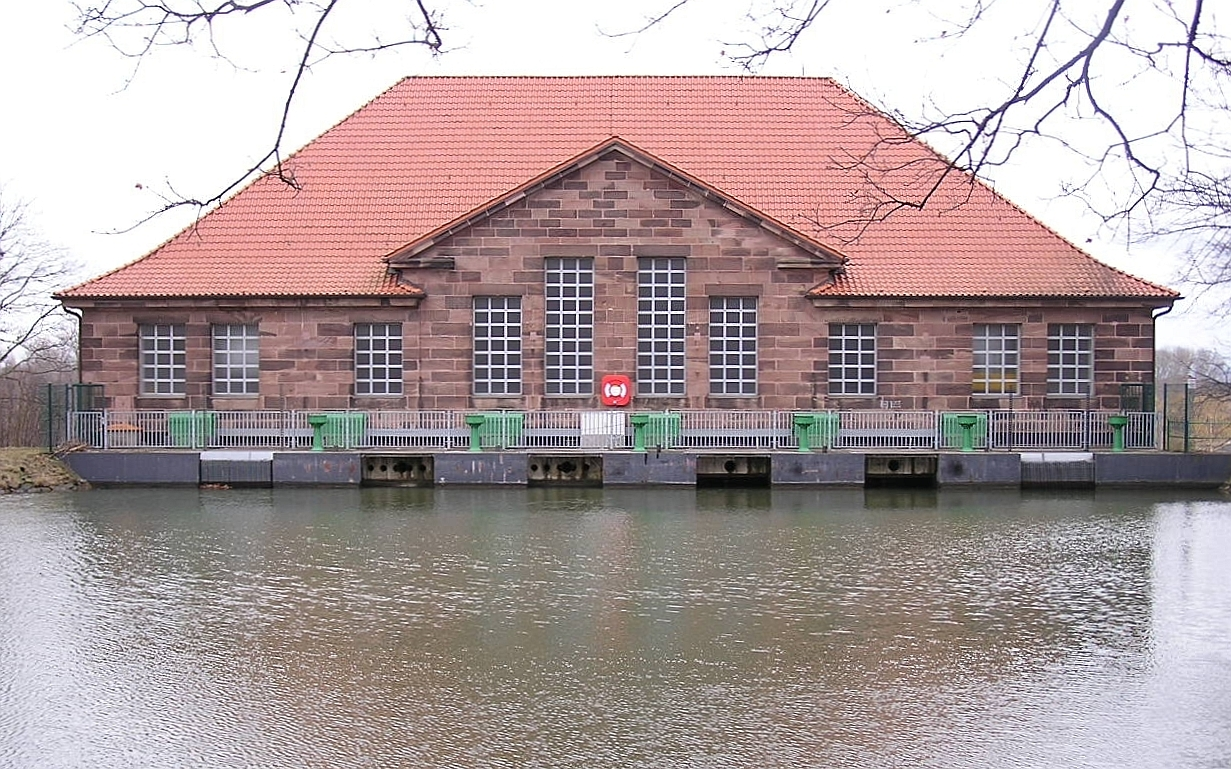
Hoofdpompinstallatie, gezien vanaf het kanaal
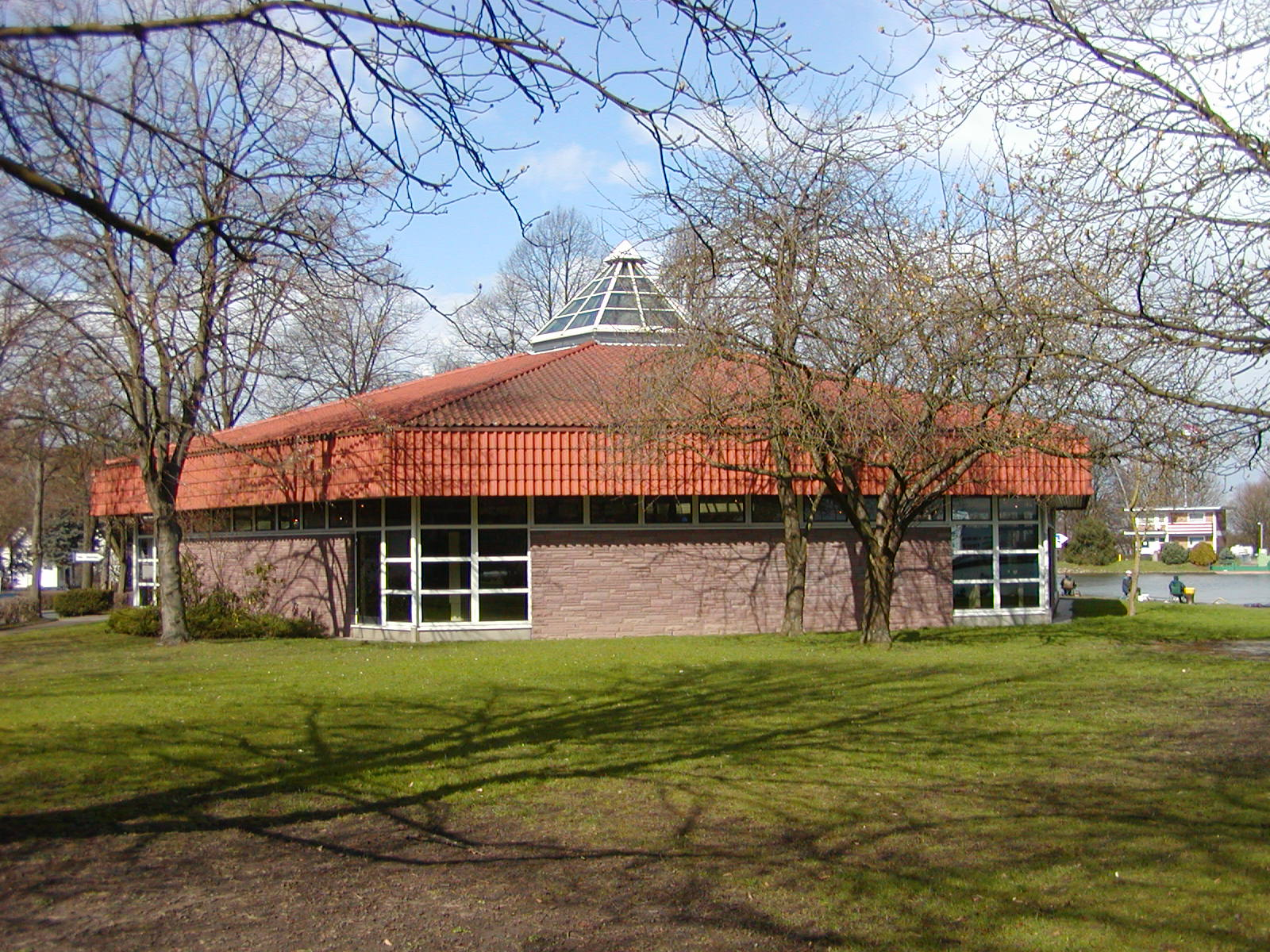
Het informatie- of bezoekerscentrum